# Zawodowcy (film 1966)
Zawodowcy (ang. The Professionals) – amerykański western z 1966 w reżyserii Richarda Brooksa, zrealizowany na podstawie powieści Franka O'Rourke'a pt. A Mule for the Marquesa. Główne role zagrali: Lee Marvin, Burt Lancaster, Robert Ryan, Woody Strode i Claudia Cardinale.
Film przyniósł Brooksowi dwie nominacje do Oscara; dla najlepszego reżysera i za najlepszy scenariusz adaptowany.

## Obsada
- Lee Marvin – Henry „Rico” Fardan
- Burt Lancaster – Bill Dolworth
- Robert Ryan – Hans Ehrengard
- Woody Strode – Jake Sharp
- Claudia Cardinale – Maria Grant
- Jack Palance – Jesus Raza
- Ralph Bellamy –  Joe Grant
- Marie Gomez – Chiquita
- Rafael Bertrand – Fierro
- Jorge Martínez de Hoyos – Eduardo Padilla
- Joe De Santis – Otrega

## Fabuła
Rok 1917; pogranicze Meksyku i Stanów Zjednoczonych. Meksykańska rewolucja właśnie dobiega końca. Amerykański potentat naftowy, milioner Joe Grant wynajmuje 4 rewolwerowców. Rico, Bill, Hans i Jake mają za zadanie odnaleźć jego żonę, która została rzekomo porwana przez meksykańskiego rewolucjonistę Jesusa Razę. Wyruszają na tereny Meksyku w poszukiwaniu kobiety. Po wielu perypetiach odnajdują obóz Razy. Okazuje się jednak, że Maria przebywa tam z własnej woli i od dawna kocha Jesusa. Pomimo to Rico postanawia dotrzymać umowy jaką zawarł z Grantem. Tytułowi zawodowcy napadają na siedzibę rewolucjonistów i odbijają Marię. Raza natychmiast rusza za nimi w pościg.